# Hugh Gordon Cummins
Hugh Gordon Hylvestra Cummins (Barbados, 2 de febrero de 1891 - ibídem, 26 de diciembre de 1970)  fue un médico y político barbadense que ejerció como segundo premier de la entonces colonia británica de Barbados después de la renuncia de Grantley Herbert Adams el 17 de abril de 1958 (para asumir como primer ministro de la Federación de las Indias Occidentales) hasta el 8 de diciembre de 1961.
Cursó sus estudios universitarios en la Universidad de Queen, donde obtuvo su título como médico en 1919, trasladándose posteriormente a su isla natal para ejercer su profesión en Bridgetown, la capital. Dirigente y miembro fundador del Partido Laborista de Barbados, Cummins llegó a la Cámara de la Asamblea en 1935, dieciséis años antes de la instauración del sufragio universal en Barbados, como uno de los dos representantes del distrito de Saint Thomas. Retuvo el escaño con éxito en las elecciones generales de 1951, las primeras en las que pudieron votar todos los ciudadanos adultos, y en 1953 asumió como ministro en el gobierno de Grantley Herbert Adams, el primer jefe ejecutivo democráticamente electo en la historia del país. Fue reelegido para otro mandato en las elecciones de 1956.
El 17 de abril de 1958, Adams dimitió como premier de Barbados para asumir el cargo de primer ministro de la efímera Federación de las Indias Occidentales, un intento fallido de unificar las colonias británicas del Caribe anglófono en un mismo estado. De este modo, Cummins asumió como el segundo jefe de gobierno autónomo de Barbados. Estuvo en el poder al momento de la concesión del autogobierno pleno para la colonia en 1961 y se destaca como uno de los principales logros de su gestión la abolición de la controvertida Ley de Trabajadores Ubicados, normativa jurídica que ataba a los trabajadores a las plantaciones y permitía la servidumbre generacional por contrato. Su gobierno enfrentó la oposición del Partido Democrático Laborista, conducido por Errol Barrow, que realizó una dura campaña cuestionando el esquema gradualista y «conservador» en la gestión del BLP para con la emancipación progresiva de la colonia. En medio de un escenario polarizado, el gobierno de Cummins perdió las elecciones de 1961 por un margen ajustado contra el DLP, a pesar de haber recibido una estrecha primera minoría en el voto popular (hasta la fecha, la única instancia en la historia electoral de Barbados en la que se ha dado este fenómeno). El propio Cummins perdió su escaño y se ubicó en cuarto lugar en votos de primera preferencia. Entregó el cargo el 8 de diciembre.
En su memoria, la Autopista ABC lleva su nombre (junto con el de su predecesor, Adams, y su sucesor, Barrow) y el Hospital Gordon Cummins en St. Thomas, la circunscripción que él representaba.